# Leucanopsis valentina
Leucanopsis valentina är en fjärilsart som beskrevs av William Schaus 1924. Leucanopsis valentina ingår i släktet Leucanopsis och familjen björnspinnare. Inga underarter finns listade i Catalogue of Life.